# Здание губернской земской управы (Пермь)
Здание губернской земской управы — здание, расположенное в Перми на перекрёстке улиц Сибирской и Пушкина. Построено в 1916 году. Архитектор — В. А. Волошинов. Памятник градостроительства и архитектуры. В настоящее время в здании располагается Пермский государственный гуманитарно-педагогический университет.

## История

### Здание земской управы
Улица Сибирская, на которой находится здание Земской управы, вплоть до 1917 года была центральной и самой главной улицей Перми. Здесь находилось большинство общественно значимых учреждений и множество различных учебных и образовательных заведений.
Пермская губернская земская управа была учреждена в 1870 году в соответствии с «Положением о губернских и уездных земских учреждениях» от 1 января 1864 года и являлась исполнительным органом губернского земского собрания. В её ведомстве были вопросы развития и содержания местного хозяйства, земских учреждений народного образования и здравоохранения, земского страхования, сбора земских налогов, а также руководство деятельностью уездных земств.
В 1870 году земству была передана усадьба с комплексом зданий училища детей канцелярских служащих (закрытого в 1852 году) по ул. Сибирской, 26.
В 1900-х — 1910-х годах по инициативе земства велась постепенная застройка квартала; на должность архитектора был приглашён В. А. Волошинов. В числе прочего встала необходимость строительства нового здания земской управы, и в 1912 году Волошинов начал работать над проектом, который был окончательно утверждён 30 апреля 1913 года.
Для строительства было выбрано место, где ранее находился земский сад. Начавшаяся Первая мировая война замедлила его темп, однако уже в 1914 году здание было практически готово — в 1915—1916 годах велись лишь отделочные работы внутри. Трёхэтажное строение из кирпича в стилистике архитектурной эклектики венчала башенкой со шпилем, выходящие на угол Сибирской и Пушкина (в то время Большая Ямская). На его строительство было затрачено более 90 тыс. рублей.
С 1915 по 1917 год в здании, по указу губернских властей, размещалась воинская часть. В 1916 году было принято решение открыть в Перми филиал Императорского Петроградского университета, который уже через год стал самостоятельным Пермским государственным университетом. 26 июля 1916 года, по решению земского собрания, здание было передано для нужд университета.

### Корпус университета
В 1921 году был создан Пермский педагогический университет, в 1922 году объединившийся с Пермским государственным университетом. В здании по ул. Сибирской, 24 размещались правление ПГУ и педагогический факультет. В 1930 году последний был преобразован в самостоятельный институт, а здание бывшей земской управы стало его главным корпусом.
В году Великой Отечественной войны занятия были приостановлены, а в здании института разместился эвакуационный госпиталь. В 1945 году, после капитального ремонта, здание вновь стало служить учебным нуждам.
В 1994 году изменился статус вуза: педагогический институт стал университетом. С 2012 года он носит название «Пермский государственный гуманитарно-педагогический университет» (ПГГПУ). В здании по ул. Сибирской — главном корпусе вуза — размещаются ректорат, учебное управление, научный отдел, библиотека, актовый зал и ряд факультетов.

## Комментарии
1. ↑  В некоторых источниках упоминается как Евгений Андреевич Волошинов[2].